# Salvador García
Salvador García Puig, noto come Salva, (Sant Adrià de Besòs, 4 marzo 1961), è un ex calciatore spagnolo.

## Carriera

### Club
Cresciuto nel Barcellona, esordisce con la squadra riserve, alternando convocazioni con la prima squadra.
Nel 1982 passa in prestito al Real Saragozza, da cui ritorna due anni dopo per giocare nuovamente nella squadra riserve.
Nel 1985 si trasferisce all'Hércules, ritornando l'anno successivo.
Seguono tre anni con il Barcellona, per concludere poi la carriera al Logronés nel 1992.

### Nazionale
Ha totalizzato 6 presenze con la Nazionale di calcio spagnola, esordendo nella partita Francia-Spagna (1-1) del 5 ottobre 1983. Ha partecipato anche al Campionato europeo di calcio 1984.

## Palmarès

### Club

#### Competizioni nazionali
- Coppa di Spagna: 2

Barcelona: 1981, 1988

#### Competizioni internazionali
- Coppa delle Coppe: 2

Barcelona: 1982, 1989